# Choe-ag-ui haru
Choe-ag-ui haru (최악의 하루?), noto anche con il titolo internazionale in lingua inglese Worst Woman, è un film del 2016 diretto da Kim Jong-kwan.
Pellicola sudcoreana il cui titolo originale significa "La giornata peggiore", mentre il titolo internazionale, sempre tradotto letteralmente, significa "La donna peggiore".

## Trama
Eun-hee è un'attrice alle prime armi, che nella sua vita reale si divide tra due uomini, il giovane attore Hyun-oh e il maturo e sposato Woon-chul, ognuno all'oscuro dell'altro. Nel mentire, sicuramente esercita anche le sue capacità di attrice, ma il gioco è destinato a sfuggirle di mano.
Un giorno, la ragazza incontra casualmente Ryohei, un giovane scrittore giapponese, in Corea per presentare il suo secondo libro. Lui va a poi all'incontro con il suo editore e con i lettori, mentre lei ha appuntamento con il ragazzo Hyun-oh in pausa dal set. Finito in litigio l'incontro con lo stesso, si imbatte in Woon-chul con il quale non si vedeva da circa un mese. Lui si dimostra attaccato a lei, ma poi confessa che ha deciso di tornare con sua moglie. Eun-hee sembra scossa da questa cosa e comunque lascia immediatamente l'uomo prendendo una scusa.
Ritrova di nuovo il suo ragazzo, che ha terminato la giornata di riprese, mentre Woon-chul che aveva detto che se ne sarebbe andato, l'ha seguita e, ora, fatalmente, i due uomini si incontrano e Eun-hee non è in grado di dare spiegazioni, essendo chiaro che ha mentito ad entrambi. Lasciata in maniera sprezzante dai due che se ne vanno insieme, la ragazza resta a riflettere sui suoi errori.
Ryohei, dopo aver constatato che il suo libro ha venduto pochissimo, che nessun lettore si è presentato all'incontro, e che il suo editore ha praticamente chiuso l'attività, ha un'intervista con una bella giornalista che però, nonostante buone premesse, dà anche questa esiti spiacevoli.
Incamminatosi verso il monte Namsan incrocia di nuovo proprio Eun-hee. Il bilancio della giornata è disastroso per entrambi, ma parlarne insieme e condividere anche solo la compagnia di una passeggiata in un posto piacevole, fa sentire sia lei che lui un po' meglio.

## Distribuzione
In Corea del Sud, la pellicola è stata distribuita a partire dal 25 agosto 2016 da CJ CGV.